# Gornja Grabovica
Gornja Grabovica (en serbe cyrillique : Горња Грабовица) est une localité de Serbie située sur le territoire de la Ville de Valjevo, district de Kolubara. Au recensement de 2011, elle comptait 1 295 habitants.
Gornja Grabovica est officiellement classée parmi les villages de Serbie.

## Démographie

### Évolution historique de la population
| 1948 | 1953 | 1961 | 1971 | 1981 | 1991  | 2002  | 2011  |
| ---- | ---- | ---- | ---- | ---- | ----- | ----- | ----- |
| 945  | 619  | 692  | 691  | 871  | 1 228 | 1 366 | 1 295 |

|  |